# Piñero (estación del Tren Urbano de San Juan)
Piñero es una estación de metro del Tren Urbano en el distrito de Hato Rey Sur en San Juan, Puerto Rico. La estación fue inaugurada el 17 de diciembre de 2004. Se compone de dos andenes laterales de 138 metros de longitud y dos vías centrales.
El Tren Urbano así como la red de autobuses y las lanchas de Cataño están gestionados por la Autoridad de Transporte Integrado (ATI).

## Terminal de autobús

### Rutas
Aeropuerto Internacional Luis Muñoz Marín (SJU)
- E40 ruta expreso:  Estación Piñero – The Mall of San Juan – Aeropuerto Luis Muñoz Marín

Otras rutas
- T8 Archivado el 30 de diciembre de 2016 en Wayback Machine.:  Estación Piñero – Avenida Jesús T. Piñero  – Parque Luis Muñoz Marín – Estación Martínez Nadal
- T41:  Estación  Piñero – Avenida Barbosa – Calle de Diego – The Mall of San Juan – Terminal Iturregui
- D26:  Estación Piñero – Río Piedras – Venus Gardens

## Proyecto de Arte Público
La estación cuenta con un mural exterior compuesto por planchas de aluminio de ⅛" (6.5mm) de espesor como una obra de arte público titulado «Viandante» por el artista Marnie Pérez Moliere.

## Lugares de interés
- Centro Judicial de San Juan
- Hospital Español Auxilio Mutuo
- El Monte Mall
- Condominio El Monte